# Call of Duty 2
Call of Duty 2 je prvoosebna strelska videoigra, nadaljevanje uspešne predhodnice Call of Duty. Izdelali so jo pri Infinity Wardu, založnik pa je podjetje Activision. Na prodajne police je prišla 25. oktobra 2005. Sprva je bila samo verzija za Windows, kasneje pa je izšla še verzija za Xbox 360 in mobilne telefone.
Čas in dogajanje je postavljeno v 2. svetovno vojno. V igri se bojujejo zavezniški vojaki, proti vojski Tretjega rajha. Različic za Xbox je bilo že v prvem tednu po izidu prodanih preko 250.000 do oktobra 2006 je bilo prodanega 1,4 milijona kopij.

## Način igranja
Igra vsebuje posnetke zgodovinsko pomembnih misij. Igralec lahko izbira med različnimi orožji: ostrostrelske puške, karabinke, avtomatske in polavtomatske puške ter pumparico. Ročne granate in dimne bombe pa še popestrijo taktiko. Igralec ima lahko naenkrat eno puško in pištolo, v primeru da zmanjka nabojev. Za večji pregled lahko uporablja vdelan zemljevid.

## Večigralstvo
Igra je zelo razširjena v večigralskem načinu. Igralci se povezujejo v klane, ki se lahko prijavijo na lestvice (evropski lestvici clanbase in ESL). Velik problem za celotno Call of duty sceno so goljufi (pogovorno »cheaterji« oz. »haxerji«), ki uporabljajo nedovoljene dodatke da igrajo bolje. Dodatki za goljufanje so »wallhack« (igralec vidi nasprotnika čez steno), »aimbot« (puška sama nameri in strelja nasprotnika), »triggerbot« (podobno kot aimbot) in še veliko drugih. 
Posamezni strežnik lahko sprejme do 64 igralcev. Igra se 13 uradnih map. Igralec lahko izbira, na kateri strani bo igral. Obstaja več načinov igranja: deathmatch, Team deathmatch, Search & Destroy, Capture the Flag in Headquarters.

## O Seriji Call of Duty
Dosedanji naslovi iz serije:
- Call of Duty
- Call of Duty: United Offensive
- Call of Duty 2
- Call of Duty 2: The Big Red One
- Call of Duty: Their Finest Hour
- Call of Duty 4: Modern Warfare
- Call of Duty 5: World at War
- Call of Duty: Modern Warfare 2
- Call of Duty: Black Ops
- Call of Duty: Modern Warfare 3
- Call of Duty: Black Ops 2
- Call of Duty: Ghosts
- Call of Duty: Advanced Warfare
- Call of Duty: Black Ops 3
- Call of Duty: Infinite Warfare